# Campeonato Paraibano de Futebol de 2015 - Segunda Divisão
O Campeonato Paraibano da Segunda divisão de 2015 foi a 31 ª edição do torneio e corresponde à segunda divisão do futebol do estado da Paraíba em 2015. O torneio teve a participação de 12 equipes de várias regiões e cidades do estado paraibano. O torneio deu acesso ao campeão e ao vice-campeão à Primeira Divisão estadual.
O torneio consiste em uma Fase de Grupo e por uma fase de mata-mata que definiu os times que irão disputar a elite em 2016.

## Formato

### Regulamento
Primeira Fase
As treze equipes foram distribuídas em quatro grupos regionalizados sendo que o Grupo Litoral foi ser composto por quatro times e os demais grupos por três clubes cada. As equipes de cada grupo disputaram jogos de ida e volta entre si e se classificaram para a segunda fase (quartas de final) os dois melhores times de cada grupo, totalizando oito times na segunda fase.
Fase Final
A fase final foi sendo dividida em quartas de finais, semifinais e final respectivamente. O campeão e vice garantiram o acesso à Primeira Divisão de 2016.
A Associação vencedora do confronto Final da Fase Final foi declarada Campeã do Paraibano de Futebol Profissional da Segunda Divisão de 2015 e juntamente com o vice-campeão foram os representantes na Primeira Divisão de 2016.

### Critério de desempate
Os critérios de desempate foram aplicados na seguinte ordem:
1. Maior número de vitórias
2. Maior saldo de gols
3. Maior número de gols pró (marcados)
4. Maior número de gols contra (sofridos)
5. Confronto direto
6. Sorteio

## Equipes participantes
[spa] ^ : O Spartax desistiu da competição alegando problemas financeiros.

## Primeira Fase
|  | Equipes classificadas às quartas de final |
|  | Equipes eliminadas                        |

### Grupo do Litoral
[spa] ^ : O Spartax desistiu da competição alegando problemas financeiros, todos os jogos serão dado como derrota por WO (3 - 0) e acrescentando 3 pontos para seus adversários.
Desempenho por rodada
| Grupo   | 1   | 2   | 3   | 4   | 5   | 6   |     |
| Litoral | FEM | GUA | GUA | GUA | GUA | GUA | GUA |

| Grupo   | 1       | 2       | 3       | 4       | 5       | 6       |         |
| Litoral | SPARTAX | SPARTAX | SPARTAX | SPARTAX | SPARTAX | SPARTAX | SPARTAX |

Jogos

### Primeira Rodada
| 16 de agosto | Femar | 3 – 0 (W.O.) | Spartax | Tomazão, João Pessoa |
| 16:00        |       |              |         |                      |

| 16 de agosto | Desportiva Guarabira | 1 – 0 | Internacional-PB | Sílvio Porto, Guarabira                                             |
| 16:00        | Raveli 46'           |       |                  | Público: 550 pagantes Renda: R$ 5.000,00 Árbitro: João Bosco Sátyro |

### Segunda Rodada
| 19 de agosto | Spartax | 0 – 3 (W.O.) | Desportiva Guarabira | Tomazão, João Pessoa |
| 20:30        |         |              |                      |                      |

| 26 de agosto | Internacional-PB                | 3 – 0 | Femar | O Dorjão, Teixeira                                             |
| 20:30        | Peixinho 51', 65' · Seninha 75' |       |       | Público: 22 pagantes Renda: R$ 220,00 Árbitro: Adricélio André |

### Terceira Rodada
| 23 de agosto | Femar | 0 – 3 | Desportiva Guarabira                         | Tomazão, João Pessoa          |
| 16:00        |       |       | Bob 3' · Eduardo Guarabira 13' · Nielson 56' | Árbitro: Severino Lima Júnior |

| 23 de agosto | Internacional-PB | 3 – 0 (W.O.) | Spartax | O Dorjão, Teixeira |
| 16:00        |                  |              |         |                    |

### Quarta Rodada
| 29 de agosto | Desportiva Guarabira | 0 – 0 | Femar | Sílvio Porto, Guarabira                                |
| 16:00        |                      |       |       | Público: 300 Renda: R$ 2.600,00 Árbitro: José Diógenis |

| 29 de agosto | Spartax | 0 – 3 (W.O.) | Internacional-PB | Tomazão, João Pessoa |
| 16:00        |         |              |                  |                      |

### Quinta Rodada
| 2 de setembro | Desportiva Guarabira | 3 – 0 (W.O.) | Spartax | Sílvio Porto, Guarabira |
| 16:00         |                      |              |         |                         |

| 2 de setembro | Femar | 0 – 4 | Internacional-PB                                       | Tomazão, João Pessoa                              |
| 20:30         |       |       | Kel 44' · Peixinho 56' · João Victor 65' · Seninha 75' | Público: 15 Renda: R$ 125,00 Árbitro: João Sátyro |

### Sexta Rodada
| 6 de setembro | Internacional-PB | 1 – 1 | Desportiva Guarabira | O Dorjão, Teixeira                                  |
| 16:00         | Peixinho 80'     |       | Nielson 27'          | Público: 25 Renda: R$ 250,00 Árbitro: Severino Lima |

| 06 de setembro | Spartax | 0 – 3 (W.O.) | Femar | Tomazão, João Pessoa |
| 16:00          |         |              |       |                      |

### Grupo do Agreste
Desempenho por rodada
| Grupo   | 1   | 2   | 3   | 4   | 5   | 6   |
| Agreste | SER | PIC | SER | PIC | PIC | PIC |

| Grupo   | 1   | 2   | 3   | 4   | 5   | 6   |
| Agreste | SCM | SCM | SCM | SCM | SCM | SCM |

Jogos

### Primeira Rodada
| 15 de agosto | Sport Campina | 0 – 1 | Serrano     | Amigão, Campina Grande                                          |
| 16:00        |               |       | Gilmar 90+' | Público: 10 pagantes Renda: R$ 50,00 Árbitro: Gutemberg Pereira |

### Segunda Rodada
| 26 de agosto | Picuiense                                                  | 5 – 0 | Sport Campina | Amigão, Campina Grande                                    |
| 20:30        | Nego Pai 2', 53' · Diego 17' · João Luiz 73' · Juninho 81' |       |               | Público: 16 pagantes Renda: R$ 80,00 Árbitro: Tiago Ramos |

### Terceira Rodada
| 23 de agosto | Serrano                                       | 3 – 1 | Picuiense    | Amigão, Campina Grande    |
| 16:00        | Marcelo Paraíba 20' · Panda 63' · Giulian 88' |       | Nego Pai 70' | Árbitro: Jefferson Nolete |

### Quarta Rodada
| 30 de agosto | Picuiense            | 2 – 0 | Serrano | Galdinão, Pocinhos                                    |
| 16:00        | Diego Allan 45', 82' |       |         | Público: 60 Renda: R$ 600,00 Árbitro: Laurismar Alves |

### Quinta Rodada
| 2 de setembro | Sport Campina | 1 – 2 | Picuiense                        | Amigão, Campina Grande                             |
| 20:30         | Jones 6'      |       | Chico Paraíba 45' · Nego Pai 69' | Público: 5 Renda: R$ 25,00 Árbitro: Adeilson Sales |

### Sexta Rodada
| 06 de setembro | Serrano                            | 3 – 1 | Sport Campina    | Galdinão, Pocinhos                                    |
| 15:15          | Panda 33', 45+1' · Jonas Faria 73' |       | André Paulino 7' | Público: 60 Renda: R$ 600,00 Árbitro: Adricélio André |

### Grupo do Sertão I
Desempenho por rodada
| Grupo    | 1   | 2   | 3   | 4   | 5   | 6   |
| Sertão I | ESP | NAP | NAP | NAP | NAP | ESP |

| Grupo    | 1   | 2   | 3   | 4   | 5   | 6   |
| Sertão I | SAB | SAB | SAB | SAB | SAB | SAB |

Jogos

### Primeira Rodada
| 16 de agosto | Sabugy | 0 – 1 | Esporte de Patos | José Cavalcanti, Patos                                        |
| 17:00        |        |       | Hernandez 61'    | Público: 125 pagantes Renda: R$ 850,00 Árbitro: Clizaldo Luiz |

### Segunda Rodada
| 26 de agosto | Nacional de Patos       | 2 – 1 | Sabugy   | José Cavalcanti, Patos |
| 20:30        | Gilson 35' · Delany 87' |       | Giva 52' | Árbitro: Renan Roberto |

### Terceira Rodada
| 23 de agosto | Esporte de Patos | 0 – 0 | Nacional de Patos | José Cavalcanti, Patos |
| 17:00        |                  |       |                   | Árbitro: Renan Roberto |

### Quarta Rodada
| 30 de agosto | Nacional de Patos | 0 – 0 | Esporte de Patos | José Cavalcanti, Patos                                 |
| 17:00        |                   |       |                  | Público: 391 Renda: R$ 3.185, 00 Árbitro: José Marques |

### Quinta Rodada
| 3 de setembro | Sabugy | 0 – 2 | Nacional de Patos              | José Cavalcanti, Patos                                     |
| 20:30         |        |       | Carlinhos 20' · Robertinho 26' | Público: 191 Renda: R$ 1.540,00 Árbitro: Gutemberg Pereira |

### Sexta Rodada
| 6 de setembro | Esporte de Patos              | 3 – 0 | Sabugy | José Cavalcanti, Patos |
| 17:00         | Eduardo 31', 44' · Danilo 61' |       |        | Árbitro: Roberto Lima  |

### Grupo do Sertão II
Desempenho por rodada
| Grupo     | 1   | 2   | 3   | 4   | 5   | 6   |
| Sertão II | PAB | NFC | NFC | NFC | PAB | PAB |

| Grupo     | 1   | 2   | 3   | 4   | 5   | 6   |
| Sertão II | CRU | CRU | CRU | CRU | CRU | CRU |

Jogos

### Primeira Rodada
| 16 de agosto | Cruzeiro-PB | 1 – 3 | Paraíba                                      | Perpetão, Cajazeiras                                            |
| 15:15        | Adriano 90' |       | Leandro 45' · Rodrigo 45+' · Luiz Paulo 90+' | Público: 93 pagantes Renda: R$ 615,00 Árbitro: Jefferson Nolete |

### Segunda Rodada
| 26 de agosto | Paraíba    | 1 – 2 | Nacional de Pombal         | Perpetão, Cajazeiras  |
| 20:30        | George 46' |       | Fernando 14' · Tandera 60' | Árbitro: Roberto Lima |

### Terceira Rodada
| 23 de agosto | Nacional de Pombal | 1 – 0 | Cruzeiro-PB | Pereirão, Pombal                                            |
| 20:30        | Manu 28'           |       |             | Público: 172 Renda: R$ 1.015,00 Árbitro: Francisco Santiago |

### Quarta Rodada
| 30 de agosto | Cruzeiro-PB | 1 – 0 | Nacional de Pombal | Perpetão, Cajazeiras                                 |
| 15:15        | Adriano 83' |       |                    | Público: 87 Renda: R$ 620,00 Árbitro: Antônio Carlos |

### Quinta Rodada
| 2 de setembro | Nacional de Pombal | 0 – 3 | Paraíba                                        | Pereirão, Pombal                                   |
| 15:15         |                    |       | George 42' · Cleitinho 58' · Hélio Paraíba 61' | Público: 175 Renda: R$ 990,00 Árbitro: Éder Caxias |

### Sexta Rodada
| 05 de setembro | Paraíba                                    | 3 – 0 | Cruzeiro-PB | Perpetão, Cajazeiras                                  |
| 18:00          | Teo 5' · Hélio Paraíba 58' · Renatinho 78' |       |             | Público: 89 Renda: R$ 630,00 Árbitro: Fernando Cabral |

## Fases finais

### Quartas de Finais (2° Fase)
Em itálico, os times que possuem o mando de campo no primeiro jogo do confronto e em negrito os times classificados.
| Equipe 1           | Total       | Equipe 2             | 1.º jogo | 2.º jogo |
| ------------------ | ----------- | -------------------- | -------- | -------- |
| Serrano-PB         | 1–1 (7–8 p) | Desportiva Guarabira | 1–1      | 0–0      |
| Internacional-PB   | 1–2         | Picuiense            | 0–1      | 1–1      |
| Nacional de Pombal | 1–3         | Esporte de Patos     | 1–0      | 0–3      |
| Nacional de Patos  | 1–1 (2–4 p) | Paraíba              | 1–0      | 0–1      |

Quartas de Finais

### Jogos de Ida
| 10 de setembro | Serrano-PB | 1 – 1 | Desp. Guarabira | Galdinão, Pocinhos |
| 15:15          |            |       |                 |                    |

| 10 de setembro | Internacional-PB | 0 – 1 | Picuiense | O Dorjão, Teixeira |
| 20:30          |                  |       |           |                    |

| 10 de setembro | Nacional de Pombal | 1 – 0 | Esporte de Patos | Pereirão, Pombal |
| 15:15          |                    |       |                  |                  |

| 10 de setembro | Nacional de Patos | 1 – 0 | Paraíba | José Cavalcanti, Patos |
| 20:30          |                   |       |         |                        |

### Jogos de Volta
| 13 de setembro | Desp. Guarabira | 0 (8) – 0 (7) | Serrano-PB | Sílvio Porto, Guarabira |
| 16:00          |                 |               |            |                         |

| 13 de setembro | Picuiense | 1 – 1 | Internacional-PB | Amigão, Campina Grande |
| 16:00          |           |       |                  |                        |

| 13 de setembro | Esporte de Patos | 3 – 0 | Nacional de Pombal | José Cavalcanti, Patos |
| 17:00          |                  |       |                    |                        |

| 13 de setembro | Paraíba | 1 (4) – 0 (2) | Nacional de Patos | Perpetão, Cajazeiras |
| 17:00          |         |               |                   |                      |

### Tabela Final (3° Fase)
Em itálico, os times que possuem o mando de campo no primeiro jogo do confronto e em negrito os times classificados.
|  | Semifinais           | Semifinais       | Semifinais | Semifinais |   |         | Final | Final | Final | Final |
|  |                      |                  |            |            |   |         |       |       |       |       |
|  | Paraíba              | 4                | 1          | 5          |   |         |       |       |       |       |
|  | Desportiva Guarabira | 2                | 1          | 3          |   |         |       |       |       |       |
|  | Desportiva Guarabira | 2                | 1          | 3          |   | Paraíba | 0     | 1     | 1     |       |
|  |                      |                  |            |            |   | Paraíba | 0     | 1     | 1     |       |
|  |                      | Esporte de Patos | 0          | 2          | 2 |         |       |       |       |       |
|  | Picuiense            | Esporte de Patos | 0          | 2          | 2 | 0       | 1     | 1     |       |       |
|  | Picuiense            |                  |            |            |   | 0       | 1     | 1     |       |       |
|  | Esporte de Patos     | 3                | 3          | 6          |   |         |       |       |       |       |

## Premiação
| Campeonato Paraibano Segunda Divisão de 2015 |
| Paraíba                                      |
| -------------------------------------------- |
| Esporte de Patos Campeão (3º título)         |

## Artilharia
| Gols | Jogador                                                  | Time                 |
| ---- | -------------------------------------------------------- | -------------------- |
| 7    | Eduardo Rato                                             | Esporte de Patos     |
| 6    | Hélio Paraíba                                            | Paraíba              |
| 4    | Nêgo Pai Diego Allan                                     | Desportiva Picuiense |
| 4    | Peixinho                                                 | Internacional-PB     |
| 3    | Panda                                                    | Serrano              |
| 3    | George                                                   | Paraíba              |
| 3    | Enercino                                                 | Esporte de Patos     |
| 2    | Seninha                                                  | Internacional-PB     |
| 2    | Adriano Pará                                             | Cruzeiro/PB          |
| 2    | Cleitinho                                                | Paraíba              |
| 2    | Niélson Raveli                                           | Desportiva Guarabira |
| 2    | Manu                                                     | Nacional de Pombal   |
| 2    | João Luiz Chico Paraíba                                  | Desportiva Picuiense |
| 1    | Gilmar Marcelo Paraíba Giulian Jonas Farias Wesley       | Serrano              |
| 1    | Jones André Paulino                                      | Sport Campina        |
| 1    | Kel João Victor Caio                                     | Internacional-PB     |
| 1    | Giva                                                     | Sabugy               |
| 1    | Fernando Tandera                                         | Nacional de Pombal   |
| 1    | Gílson Delany Carlinhos Robertinho Camilo                | Nacional de Patos    |
| 1    | Bob Eduardo Guarabira Nick Guilherme Jaílson             | Desportiva Guarabira |
| 1    | Juninho                                                  | Desportiva Picuiense |
| 1    | Hernandez Danilo Itaporanga Charles Vagner Ivan Maurício | Esporte de Patos     |
| 1    | Leandro Rodrigo Luiz Paulo Renatinho Téo Josinaldo       | Paraíba              |

## Maiores públicos
Esses são os dez maiores públicos do Campeonato: 
| Nº | Público[PP] | Mandante | Placar | Visitante | Estádio | Data | Rodada |
| -- | ----------- | -------- | ------ | --------- | ------- | ---- | ------ |
| 1  |             | Paraíba  | –      | Paraíba   |         |      |        |
| 2  |             | Paraíba  | –      | Paraíba   |         |      |        |
| 3  |             | Paraíba  | –      | Paraíba   |         |      |        |
| 4  |             | Paraíba  | –      | Paraíba   |         |      |        |
| 5  |             | Paraíba  | –      | Paraíba   |         |      |        |

### Média de público
A média de público considera apenas os jogos da equipe como mandante.
| Nº | Time                 | Total | Jogos | Média |
| -- | -------------------- | ----- | ----- | ----- |
| 1  | Cruzeiro-PB          |       |       |       |
| 2  | Desportiva Guarabira |       |       |       |
| 3  | Esporte de Patos     |       |       |       |
| 4  | Femar                |       |       |       |
| 5  | Internacional-PB     |       |       |       |
| 6  | Nacional de Patos    |       |       |       |
| 7  | Nacional de Pombal   |       |       |       |
| 8  | Paraíba              |       |       |       |
| 9  | Picuiense            |       |       |       |
| 10 | Sabugy               |       |       |       |
| 11 | Serrano-PB           |       |       |       |
| 12 | Spartax              |       |       |       |
| 13 | Sport Campina        |       |       |       |
| —  | 2ª Divisão de 2015   |       |       |       |

| Maior média de público da Segunda Divisão 2015 |
| Sergipe                                        |
| ---------------------------------------------- |
| Clube                                          |

- i. ^ Considera-se apenas o público pagante

## Premiação
| 2ª Divisão de 2015                   |
| Paraíba                              |
| ------------------------------------ |
| Esporte de Patos Campeão (3º título) |

| Vice Campeão:  | Terceiro colocado:   | Quarto colocado:  | Artilheiro:     |
| -------------- | -------------------- | ----------------- | --------------- |
| Paraíba        | Desportiva Guarabira | Picuiense         | Eduardo Rato    |
| Público total: | Renda total:         | Média de público: | Média de renda: |
|                |                      |                   |                 |

## Promoções e rebaixamentos
| Divisão                 | Clubes rebaixados | Clubes promovidos        |
| ----------------------- | ----------------- | ------------------------ |
| 1ª Divisão '2ª Divisão' | Miramar Lucena    | Paraíba Esporte de Patos |